# Белохвостый колибри
Белохвостый колибри (лат. Urochroa bougueri) — вид птиц из семейства колибри. Видовое латинское название дано в честь французского астронома Пьера Бугера (1698—1758).
Urochroa bougueri обитает на западных склонах Анд, а Urochroa leucura (второй вид этого рода) на восточных. Внешне они существенно отличаются друг от друга. Представители первого имеют широкую оранжевую малярную полосу, которая отсутствует у представителей второго.
МСОП присвоил виду охранный статус LC.

## Распространение
Обитают в южной части Колумбии, Эквадоре и на севере Перу. Живут во влажных горных лесах.

## Описание
Белохвостый колибри достигает длины тела от 12 до 13 см, прямой чёрный клюв 30 мм. Верхняя часть тела зеленоватая, горло голубое, брюхо серое, до самого хвоста простирается обширная белизна.